# Madonna col Bambino e san Giovannino (Bronzino)
Madonna col Bambino e san Giovannino è un dipinto a olio su tavola attribuito ad Agnolo Bronzino. È conservato presso la Galleria Regionale del Palazzo Abatellis di Palermo. L'opera, che fu custodita da Vincenzo Daneu nella villa di famiglia a Taormina, è stata affidata nel 2012 al Palazzo Abatellis grazie alla proprietaria Laura Valdes, discendente dei Daneu.